# Schulich School of Business
 (novembre 2022).
La Schulich School of Business est l'école de commerce de l'Université York à Toronto nommé pour Seymour Schulich. Fondée en 1966 sous le nom de Faculty of Administrative Studies (Faculté d'études administratives) de York, elle est située à la fois sur le campus principal de Keele (en) et dans le centre-ville de Toronto. Schulich propose une variété de diplômes en commerce et en gestion, à la fois à au premier cycle et aux cycles supérieurs. 
Le directeur actuel de l'école est Dezsö J. Horváth. 
La Schulich School of Business est considérée depuis quelques années comme l'une des meilleures écoles de commerce nord-américaines selon les classements des principales revues américaines.